# Благодійна Україна – 2014
Основна стаття: Національний конкурс «Благодійна Україна»
«Благодійна Україна — 2014», також III національний конкурс «Благодійна Україна»
Асоціація благодійників України оголосила старт Третього Національного конкурсу «Благодійна Україна» 22 липня 2014 року. Цього року запроваджено спеціальні відзнаки для благодійників, які найбільш ефективно працюють у визначених сферах: культура, освіта, медицина, соціальний захист. Проведення конкурсу підтримали Міністерство соціальної політики, Міністерство культури України, Міністерство освіти і науки, Міністерство охорони здоров'я.
Конкурс проводився у 9 основних та 3 спеціальних номінаціях. За кілька днів до кінця терміну подачі заявок була введена додаткова спеціальна номінація — «Благодійник: допомога з-за кордону» для відзначення зарубіжних доброчинців.
Збір конкурсних заявок тривав до 21 лютого 2015 року. Загалом на конкурс надійшло 312 заявок від благодійників з усіх куточків України. Найбільша кількість заявок — 71 — подана у номінацію «Благодійна акція (проект, програма) року». За географічним параметром лідирує місто Київ (54 заявки) — адже саме у столиці сконцентровані центральні офіси багатьох організацій і бізнес-структур. Найбільшу кількість заявок дали такі області: Житомирська (31), Одеська (29), Львівська та Сумська (по 25), Дніпропетровська (23). За напрямами доброчинної роботи заявки розподілилися наступним чином: медицина — 61, освіта — 73, культура — 49, соціальна робота — 249 заявок. На спеціальну відзнаку «Благодійник: допомога з-за кордону» було номіновано 9 доброчинців з Нідерландів, Німеччини, США, Ізраїлю, Франції, Великої Британії, Італії, Чехії.
11 березня відбулася спільна прес-конференція Оргкомітету, Конкурсної комісії, Наглядової ради та Медіа-ради, на якій були оголошені імена лауреатів конкурсу — по три благодійники в усіх конкурсних номінаціях. 11 номінацій оцінювала Конкурсна комісія, переможців у спеціальній номінації «Благодійність в медіа» визначала Медіа-рада. За рішенням Оргкомітету, у почесній номінації «Народний благодійник» не може бути іншого переможця, аніж народ України, тому традиційна процедура висування та обрання — шляхом активності користувачів у соціальних мережах — за результатами 2014 року не проводилося.
Церемонія нагородження переможців пройшла 12 березня 2015 в Києві у приміщенні Національного культурно-мистецького і музейного комплексу «Мистецький Арсенал». Переможці отримали найвищу доброчинну нагороду України — «Янгола Добра», а лауреати — пам'ятні дипломи.

### Церемонія нагородження
Вже стало традиційним проводити церемонію нагородження переможців конкурсу в НКММК «Мистецький Арсенал». Її провели Заслужена артистка України, журналіст і співачка, член Наглядової ради Національного конкурсу «Благодійна Україна» Анжеліка Рудницька і голова оргкомітету конкурсу, Президент Асоціації благодійників України Олександр Максимчук.
Оголосити найкращих доброчинців і вручити їм нагороди організатори запросили відомих українців. Участь у церемонії взяли дружина Президента України Марина Порошенко, заступник Голови КМДА Ганна Старостенко, Голова Наглядової ради МБФ «Україна 3000» Катерина Ющенко, фронтмен гурту KOZAK SYSTEM Іван Леньо, члени Наглядової ради і Правління Асоціації благодійників України, представники міністерств і відомств, посольств, представництв іноземних місій в Україні, доброчинці — номінанти конкурсу, а також громадяни, небайдужі до розвитку благодійності в Україні. Для учасників церемонії співали запрошена гостя — львівська співачка Оксана Муха, творчий колектив «Ва-банк», дуетом виступили оперна співачка Олена Гребенюк та солістка ансамблю «Українські Барви» Оксана Стебельська.

### Регіональні конкурси
Регіональна компонента III Національного конкурсу «Благодійна Україна», порівняно з попереднім роком, зросла у двічі. До вже традиційних регіональних конкурсів «Благодійна Львівщина», «Благодійна Одещина» та «Благодійна Херсонщина» додалися «Благодійна Україна — Запорізький край», «Благодійна Житомирщина» і «Благодійна Буковина».

### Організатори
Засновник конкурсу — Асоціація благодійників України, співзасновник — МБФ «Україна 3000».

### Керівні органи

#### Організаційний комітет
- Голова Оргкомітету — Олександр Максимчук, Президент Асоціації благодійників України.
- Секретар Оргкомітету — Катерина Соболева-Зоркіна, директор з розвитку та комунікацій Асоціації благодійників України.

#### Наглядова рада
- Сергій Фоменко, Голова Наглядової ради
- Марія Бурмака
- Анжеліка Рудницька
- Іван Малкович
- Оксана Забужко
- Богдан Макуц
- Іван Леньо

#### Конкурсна комісія
- Маргарита Січкар, Голова Конкурсної комісії.
- Костянтин Голубятніков, голова Наглядової ради благодійного фонду «Благомай».
- Марина Криса, президент благодійного фонду «Приятелі дітей».
- Олександр Олійник, віце-президент Асоціації благодійників України, секретар конкурсної комісії.
- Алла Прунь, виконавчий директор ІАЦ «Громадський простір».
- Максим Короденко, головний редактор газети «Освіта України»
- Артем Стельмашов, головний редактор порталу NovaUkraina.org.

В оцінюванні також взяли участь 8 незалежних експертів.

#### Медіа-рада
- Лариса Мудрак, незалежний медіа-експерт, Голова Медіа-ради[11].
- Тетяна Лебедєва, Почесний голова Незалежної асоціації телерадіомовників України.
- Дмитро Кравченко, заступник голови Державного комітету телебачення та радіомовлення України.
- Андрій Куликов, журналіст, медіа-експерт, телеведучий.
- Віктор Шлінчак, співзасновник ТОВ «Українські медійні системи», керівник проекту «Главком».
- Олег Наливайко, голова Державного комітету телебачення і радіомовлення України.
- Інна Кузнєцова, головний редактор Київського бюро Української служби «Радіо Свобода».
- Юлія Бердник, директор по комунікаціям і розвитку Асоціації «Інформаційні технології України».
- Олена Розвадовська, журналіст.

#### Партнери
- Державний комітет телебачення і радіомовлення України
- Українська торгово-промислова конфедерація
- Національний культурно-мистецький та музейний комплекс «Мистецький Арсенал»

#### Інформаційні партнери
- ІАЦ «Громадський простір»
- ІА «Соцпортал»
- ГО «Вікімедіа Україна»
- ГО «Європейський вибір»
- МА «Територія А»
- Портал «Нова Україна»